# Championnat d'Europe de futsal 2016
Navigation
Euro 2014 Euro 2018
Le Championnat d'Europe de futsal 2016 est la dixième édition du Championnat d'Europe de futsal, compétition organisée par l'Union des associations européennes de football et rassemblant les meilleures équipes masculines européennes. Il se déroule en Serbie du 2 au 13 février 2016. Les matches ont lieu au sein de la Belgrade Arena à Belgrade.

## Villes et salles retenues
| Salle    | Belgrade Arena |
| -------- | -------------- |
|          | Belgrade Arena |
| Ville    | Belgrade       |
| Capacité | 20 000         |

## Équipes participantes
| Pays               | Qualification      | Nombre de participations                                  |
| ------------------ | ------------------ | --------------------------------------------------------- |
| Serbie             | Nation hôte        | 5 (1999, 2007, 2010, 2012).                               |
| Russie             | Vainqueur Groupe 1 | 9 (1996, 1999, 2001, 2003, 2005, 2007, 2010, 2012, 2014). |
| Espagne            | Vainqueur Groupe 2 | 9 (1996, 1999, 2001, 2003, 2005, 2007, 2010, 2012, 2014). |
| Italie             | Vainqueur Groupe 3 | 9 (1996, 1999, 2001, 2003, 2005, 2007, 2010, 2012, 2014). |
| Ukraine            | Vainqueur Groupe 4 | 8 (1996, 2001, 2003, 2005, 2007, 2010, 2012, 2014).       |
| Slovénie           | Vainqueur Groupe 5 | 4 (2003, 2010, 2012, 2014).                               |
| Croatie            | Vainqueur Groupe 6 | 4 (1999, 2001, 2012, 2014).                               |
| Portugal           | Vainqueur Groupe 7 | 7 (1999, 2003, 2005, 2007, 2010, 2012, 2014).             |
| Hongrie            | Gagnant Play-off   | 2 (2005, 2010).                                           |
| Kazakhstan         | Gagnant Play-off   | 0 (Première apparition).                                  |
| République tchèque | Gagnant Play-off   | 7 (2001, 2003, 2005, 2007, 2010, 2012, 2014).             |
| Azerbaïdjan        | Gagnant Play-off   | 3 (2010, 2012, 2014).                                     |

## Groupes

### Tirage au sort
| Chapeau 1                                | Chapeau 2                                   | Chapeau 3                               |
| ---------------------------------------- | ------------------------------------------- | --------------------------------------- |
| Serbie (Pays hôte) Italie Espagne Russie | Portugal Ukraine Croatie République tchèque | Slovénie Azerbaïdjan Hongrie Kazakhstan |

| Groupe A | Groupe B | Groupe C   | Groupe D           |
| -------- | -------- | ---------- | ------------------ |
| Serbie   | Espagne  | Russie     | Italie             |
| Portugal | Ukraine  | Croatie    | République tchèque |
| Slovénie | Hongrie  | Kazakhstan | Azerbaïdjan        |

### Groupe A
| Rang | Équipe   | Pts | J | G | N | P | Bp | Bc | Diff |
| ---- | -------- | --- | - | - | - | - | -- | -- | ---- |
| 1    | Serbie   | 6   | 2 | 2 | 0 | 0 | 8  | 2  | +6   |
| 2    | Portugal | 3   | 2 | 1 | 0 | 1 | 7  | 5  | +2   |
| 3    | Slovénie | 0   | 2 | 0 | 0 | 2 | 3  | 11 | -8   |

| Date           | Lieu                     | Équipe 1 | Résultat | Équipe 2 |
| -------------- | ------------------------ | -------- | -------- | -------- |
| 2 février 2016 | Belgrade Arena, Belgrade | Serbie   | 5 – 1    | Slovénie |
| 4 février 2016 | Belgrade Arena, Belgrade | Slovénie | 2 – 6    | Portugal |
| 6 février 2016 | Belgrade Arena, Belgrade | Portugal | 1 – 3    | Serbie   |

### Groupe B
| Rang | Équipe  | Pts | J | G | N | P | Bp | Bc | Diff |
| ---- | ------- | --- | - | - | - | - | -- | -- | ---- |
| 1    | Espagne | 6   | 2 | 2 | 0 | 0 | 9  | 3  | +6   |
| 2    | Ukraine | 3   | 2 | 1 | 0 | 1 | 7  | 7  | 0    |
| 3    | Hongrie | 0   | 2 | 0 | 0 | 2 | 5  | 11 | -6   |

| Date           | Lieu                     | Équipe 1 | Résultat | Équipe 2 |
| -------------- | ------------------------ | -------- | -------- | -------- |
| 2 février 2016 | Belgrade Arena, Belgrade | Espagne  | 5 – 2    | Hongrie  |
| 4 février 2016 | Belgrade Arena, Belgrade | Hongrie  | 3 – 6    | Ukraine  |
| 6 février 2016 | Belgrade Arena, Belgrade | Ukraine  | 1 – 4    | Espagne  |

### Groupe C
| Rang | Équipe     | Pts | J | G | N | P | Bp | Bc | Diff |
| ---- | ---------- | --- | - | - | - | - | -- | -- | ---- |
| 1    | Russie     | 4   | 2 | 1 | 1 | 0 | 4  | 3  | +1   |
| 2    | Kazakhstan | 3   | 2 | 1 | 0 | 1 | 5  | 4  | +1   |
| 3    | Croatie    | 1   | 2 | 0 | 1 | 1 | 4  | 6  | -2   |

| Date           | Lieu                     | Équipe 1   | Résultat | Équipe 2   |
| -------------- | ------------------------ | ---------- | -------- | ---------- |
| 3 février 2016 | Belgrade Arena, Belgrade | Russie     | 2 – 1    | Kazakhstan |
| 5 février 2016 | Belgrade Arena, Belgrade | Kazakhstan | 4 – 2    | Croatie    |
| 7 février 2016 | Belgrade Arena, Belgrade | Croatie    | 2 – 2    | Russie     |

### Groupe D
| Rang | Équipe             | Pts | J | G | N | P | Bp | Bc | Diff |
| ---- | ------------------ | --- | - | - | - | - | -- | -- | ---- |
| 1    | Italie             | 6   | 2 | 2 | 0 | 0 | 10 | 0  | +10  |
| 2    | Azerbaïdjan        | 3   | 2 | 1 | 0 | 1 | 6  | 8  | -2   |
| 3    | République tchèque | 0   | 2 | 0 | 0 | 2 | 5  | 13 | -8   |

| Date           | Lieu                     | Équipe 1           | Résultat | Équipe 2           |
| -------------- | ------------------------ | ------------------ | -------- | ------------------ |
| 3 février 2016 | Belgrade Arena, Belgrade | Italie             | 3 – 0    | Azerbaïdjan        |
| 5 février 2016 | Belgrade Arena, Belgrade | Azerbaïdjan        | 6 – 5    | République tchèque |
| 7 février 2016 | Belgrade Arena, Belgrade | République tchèque | 0 – 7    | Italie             |

## Phase à élimination directe
|  | Quarts de finale                         | Quarts de finale                         | Quarts de finale                          | Quarts de finale                         |           |            | Demi-finales                              | Demi-finales                              | Demi-finales                              | Demi-finales                              |                                           |                                           | Finale                                    | Finale                                    | Finale                                    | Finale                                    |
|  |                                          |                                          |                                           |                                          |           |            |                                           |                                           |                                           |                                           |                                           |                                           |                                           |                                           |                                           |                                           |
|  | 8 février 2016, Belgrade Arena, Belgrade | 8 février 2016, Belgrade Arena, Belgrade | 8 février 2016, Belgrade Arena, Belgrade  | 8 février 2016, Belgrade Arena, Belgrade |           |            | 11 février 2016, Belgrade Arena, Belgrade | 11 février 2016, Belgrade Arena, Belgrade | 11 février 2016, Belgrade Arena, Belgrade | 11 février 2016, Belgrade Arena, Belgrade |                                           |                                           | 13 février 2016, Belgrade Arena, Belgrade | 13 février 2016, Belgrade Arena, Belgrade | 13 février 2016, Belgrade Arena, Belgrade | 13 février 2016, Belgrade Arena, Belgrade |
|  | 8 février 2016, Belgrade Arena, Belgrade | 8 février 2016, Belgrade Arena, Belgrade | 8 février 2016, Belgrade Arena, Belgrade  | 8 février 2016, Belgrade Arena, Belgrade |           |            | 11 février 2016, Belgrade Arena, Belgrade | 11 février 2016, Belgrade Arena, Belgrade | 11 février 2016, Belgrade Arena, Belgrade | 11 février 2016, Belgrade Arena, Belgrade |                                           |                                           | 13 février 2016, Belgrade Arena, Belgrade | 13 février 2016, Belgrade Arena, Belgrade | 13 février 2016, Belgrade Arena, Belgrade | 13 février 2016, Belgrade Arena, Belgrade |
|  | 1er Grp A                                | Serbie                                   | 2                                         | 2                                        |           |            | 11 février 2016, Belgrade Arena, Belgrade | 11 février 2016, Belgrade Arena, Belgrade | 11 février 2016, Belgrade Arena, Belgrade | 11 février 2016, Belgrade Arena, Belgrade |                                           |                                           | 13 février 2016, Belgrade Arena, Belgrade | 13 février 2016, Belgrade Arena, Belgrade | 13 février 2016, Belgrade Arena, Belgrade | 13 février 2016, Belgrade Arena, Belgrade |
|  | 1er Grp A                                | Serbie                                   | 2                                         | 2                                        |           |            | 11 février 2016, Belgrade Arena, Belgrade | 11 février 2016, Belgrade Arena, Belgrade | 11 février 2016, Belgrade Arena, Belgrade | 11 février 2016, Belgrade Arena, Belgrade |                                           |                                           | 13 février 2016, Belgrade Arena, Belgrade | 13 février 2016, Belgrade Arena, Belgrade | 13 février 2016, Belgrade Arena, Belgrade | 13 février 2016, Belgrade Arena, Belgrade |
|  | 2e Grp B                                 | Ukraine                                  | 1                                         | 1                                        |           |            | 11 février 2016, Belgrade Arena, Belgrade | 11 février 2016, Belgrade Arena, Belgrade | 11 février 2016, Belgrade Arena, Belgrade | 11 février 2016, Belgrade Arena, Belgrade |                                           |                                           | 13 février 2016, Belgrade Arena, Belgrade | 13 février 2016, Belgrade Arena, Belgrade | 13 février 2016, Belgrade Arena, Belgrade | 13 février 2016, Belgrade Arena, Belgrade |
|  | 2e Grp B                                 | Ukraine                                  | 1                                         | 1                                        | 1er Grp A | Serbie     | 2                                         | 2                                         |                                           |                                           |                                           |                                           | 13 février 2016, Belgrade Arena, Belgrade | 13 février 2016, Belgrade Arena, Belgrade | 13 février 2016, Belgrade Arena, Belgrade | 13 février 2016, Belgrade Arena, Belgrade |
|  | 9 février 2016, Belgrade Arena, Belgrade |                                          |                                           |                                          | 1er Grp A | Serbie     | 2                                         | 2                                         |                                           |                                           |                                           |                                           | 13 février 2016, Belgrade Arena, Belgrade | 13 février 2016, Belgrade Arena, Belgrade | 13 février 2016, Belgrade Arena, Belgrade | 13 février 2016, Belgrade Arena, Belgrade |
|  |                                          |                                          | 1er Grp C                                 | Russie                                   | 3ap       | 3ap        |                                           |                                           |                                           |                                           |                                           |                                           | 13 février 2016, Belgrade Arena, Belgrade | 13 février 2016, Belgrade Arena, Belgrade | 13 février 2016, Belgrade Arena, Belgrade | 13 février 2016, Belgrade Arena, Belgrade |
|  | 1er Grp C                                | Russie                                   | 1er Grp C                                 | Russie                                   | 3ap       | 3ap        | 6                                         | 6                                         |                                           |                                           |                                           |                                           | 13 février 2016, Belgrade Arena, Belgrade | 13 février 2016, Belgrade Arena, Belgrade | 13 février 2016, Belgrade Arena, Belgrade | 13 février 2016, Belgrade Arena, Belgrade |
|  | 1er Grp C                                | Russie                                   | 11 février 2016, Belgrade Arena, Belgrade |                                          |           |            | 6                                         | 6                                         |                                           |                                           |                                           |                                           | 13 février 2016, Belgrade Arena, Belgrade | 13 février 2016, Belgrade Arena, Belgrade | 13 février 2016, Belgrade Arena, Belgrade | 13 février 2016, Belgrade Arena, Belgrade |
|  | 2e Grp D                                 | Azerbaïdjan                              | 2                                         | 2                                        |           |            |                                           |                                           |                                           |                                           |                                           |                                           | 13 février 2016, Belgrade Arena, Belgrade | 13 février 2016, Belgrade Arena, Belgrade | 13 février 2016, Belgrade Arena, Belgrade | 13 février 2016, Belgrade Arena, Belgrade |
|  | 2e Grp D                                 | Azerbaïdjan                              | 2                                         | 2                                        | 1er Grp C | Russie     | 3                                         | 3                                         |                                           |                                           |                                           |                                           |                                           |                                           |                                           |                                           |
|  | 8 février 2016, Belgrade Arena, Belgrade |                                          |                                           |                                          | 1er Grp C | Russie     | 3                                         | 3                                         |                                           |                                           |                                           |                                           |                                           |                                           |                                           |                                           |
|  |                                          |                                          | 1er Grp B                                 | Espagne                                  | 7         | 7          |                                           |                                           |                                           |                                           |                                           |                                           |                                           |                                           |                                           |                                           |
|  | 2e Grp A                                 | Portugal                                 | 1er Grp B                                 | Espagne                                  | 7         | 7          | 2                                         | 2                                         |                                           |                                           |                                           |                                           |                                           |                                           |                                           |                                           |
|  | 2e Grp A                                 | Portugal                                 |                                           |                                          |           |            |                                           |                                           |                                           |                                           |                                           |                                           |                                           |                                           |                                           |                                           |
|  | 1er Grp B                                | Espagne                                  | 6                                         | 6                                        |           |            |                                           |                                           |                                           |                                           |                                           |                                           |                                           |                                           |                                           |                                           |
|  | 1er Grp B                                | Espagne                                  | 6                                         | 6                                        | 1er Grp B | Espagne    | 5                                         | 5                                         | Match pour la troisième place             | Match pour la troisième place             | Match pour la troisième place             | Match pour la troisième place             |                                           |                                           |                                           |                                           |
|  | 9 février 2016, Belgrade Arena, Belgrade |                                          |                                           |                                          | 1er Grp B | Espagne    | 5                                         | 5                                         | Match pour la troisième place             | Match pour la troisième place             | Match pour la troisième place             | Match pour la troisième place             |                                           |                                           |                                           |                                           |
|  |                                          |                                          | 2e Grp C                                  | Kazakhstan                               | 3         | 3          |                                           |                                           | 13 février 2016, Belgrade Arena, Belgrade | 13 février 2016, Belgrade Arena, Belgrade | 13 février 2016, Belgrade Arena, Belgrade | 13 février 2016, Belgrade Arena, Belgrade |                                           |                                           |                                           |                                           |
|  | 1er Grp D                                | Italie                                   | 2e Grp C                                  | Kazakhstan                               | 3         | 3          | 2                                         | 2                                         | 13 février 2016, Belgrade Arena, Belgrade | 13 février 2016, Belgrade Arena, Belgrade | 13 février 2016, Belgrade Arena, Belgrade | 13 février 2016, Belgrade Arena, Belgrade |                                           |                                           |                                           |                                           |
|  | 1er Grp D                                | Italie                                   |                                           |                                          |           |            |                                           | 2                                         |                                           |                                           | 1er Grp A                                 | Serbie                                    | 2                                         | 2                                         |                                           |                                           |
|  | 2e Grp C                                 | Kazakhstan                               | 5                                         | 5                                        |           |            |                                           |                                           |                                           |                                           | 1er Grp A                                 | Serbie                                    | 2                                         | 2                                         |                                           |                                           |
|  | 2e Grp C                                 | Kazakhstan                               | 5                                         | 5                                        | 2e Grp C  | Kazakhstan | 5                                         | 5                                         |                                           |                                           |                                           |                                           |                                           |                                           |                                           |                                           |
|  |                                          |                                          |                                           |                                          |           |            |                                           |                                           |                                           |                                           |                                           |                                           |                                           |                                           |                                           |                                           |